# Museu de la Tolerància
El Museu de la Tolerància és un museu de Los Angeles, el braç educatiu del Centre Simon Wiesenthal, una coneguda organització internacional que fomenta els drets humans i es dedica a promoure el respecte i la comprensió mútua, a través de l'educació, la companyonia i el compromís cívic. Fundat el 1993, aquest museu ha acollit més de quatre milions de visitants, la majoria estudiants d'escola i d'institut. A través d'exposicions interactives, actes i programes personalitzats per a joves i adults, el museu no només recorda el passat sinó que recorda també que s'ha d'actuar en el present.
El 1977 fou fundat el Simon Wiesenthal Center a Los Angeles (Califòrnia) amb la voluntat de preservar i estudiar la memòria de l'Holocaust i fomentar els valors de la tolerància. Nascut el 1908, Simon Wiesenthal era jueu d'origen ucraïnès i va ser empresonat per l'exèrcit alemany. Després de patir captivitat en diversos camps de concentració, va ser alliberat el 1945 i inicià una ingent tasca de recopilació de proves per acusar criminals de guerra nazis. Les seves investigacions, entre d'altres, permeteren localitzar i detenir A. Eichman el 1960.